# Övre Asplundstjärnen
Övre Asplundstjärnen är en sjö i Jokkmokks kommun i Lappland och ingår i Piteälvens huvudavrinningsområde.